# Lindelöfova pokrývací věta
Nechť {\displaystyle (P,\rho )} je metrický prostor a {\displaystyle M\subset P} separabilní množina. Existuje-li nespočetné pokrytí množiny M otevřenými množinami {\displaystyle G_{\alpha }}, pak z tohoto pokrytí lze vybrat spočetné podpokrytí.

## Důkaz
Mějme tedy pokrytí {\displaystyle M\subset \cup _{\alpha \in A}G_{\alpha }}.
Ze separability M plyne existence spočetné množiny {\displaystyle \{x_{n}\}}, která je hustá v M. Zavedu systém okolí:
{\displaystyle O:=\{U_{\frac {1}{m}}(x_{n})|m,n\in \mathbf {N} |\exists \alpha \in A:U_{\frac {1}{m}}(x_{n})\subset G_{\alpha }\}}.
Zřejmě je množina O spočetná (protože je indexována přirozenými čísly). Dále O je pokrytím M, protože:
- Zvolím libovolné {\displaystyle x\in M} a chci ukázat, že existují přirozená čísla n0 a m0 taková, že {\displaystyle x\in U_{\frac {1}{m_{0}}}(x_{n_{0}})}. Nejprve tedy najdu takové {\displaystyle \alpha \in A}, že {\displaystyle x\in G_{\alpha }}. Protože {\displaystyle G_{\alpha }} je otevřená, vím, že existuje {\displaystyle \epsilon >0} takové, že {\displaystyle U_{\epsilon }(x)\subset G_{\alpha }}. Najdu tedy m0 takové, aby {\displaystyle {\frac {2}{m_{0}}}<\epsilon }.
- Dále vím, že {\displaystyle \{x_{n}\}} je hustá v M, tedy existuje n0 přirozené takové, že {\displaystyle x_{n_{0}}\in U_{\frac {1}{m_{0}}}(x)}, tedy {\displaystyle x\in U_{\frac {1}{m_{0}}}(x_{n_{0}})}.
- Tohle okolí je ale zvolené tak, že pro něj platí {\displaystyle U_{\frac {1}{m_{0}}}(x_{n_{0}})\subset U_{\epsilon }(x)\subset G_{\alpha }}, a tedy platí {\displaystyle U_{\frac {1}{m_{0}}}(x_{n_{0}})\in O}.

Pro každé {\displaystyle U_{\frac {1}{m}}(x_{n})\in O} najdu {\displaystyle \alpha _{m,n}} tak, aby {\displaystyle U_{\frac {1}{m}}(x_{n})\subset G_{\alpha }} a množinu těchto {\displaystyle \alpha } označím B. Množina B je spočetná (protože je indexována přirozenými čísly), a platí
{\displaystyle \cup _{\alpha \in B}G_{\alpha }\supset M},
tedy mám spočetné pokrytí množiny M vybrané z nespočetného pokrytí.